# Gaius Marcius Censorinus (chấp chính quan năm 8 TCN)
Gaius Marcius Censorinus (mất khoảng 2 CN) là một nghị sĩ La Mã, người đã được bầu làm chấp chính quan năm 8 TCN.

## Tiểu sử
Là một thành viên của giới bình dân Censorini thuộc thị tộc Marcia, Marcius Censorinus là con trai của Lucius Marcius Censorinus, từng là chấp chính quan năm 39 TCN. Ông được bổ nhiệm làm Triumvir Monetalis vào khoảng 20 hoặc 19 TCN. Ông được bầu làm quan chấp chính vào năm 8 TCN cùng với Gaius Asinius Saloninus Gallus, nhưng cuộc bầu cử của ông đã bị che khuất bởi những cáo buộc hối lộ bầu cử. Tuy nhiên hoàng đế Augustus đã từ chối can thiệp vào chuyện này. Ông cũng chủ trì phiên họp của Viện nguyên lãb để bỏ phiếu ủng hộ đổi tên tháng Sextilis thành tháng August nhằm vinh danh hoàng đế.
Có lẽ trong năm 3 TCN, Marcius Censorinus được bổ nhiệm làm tổng đốc tỉnh Asia thuộc về Viện nguyên lão. Người ta phỏng đoán rằng ông sau đó được bổ nhiệm làm Legatus Augusti pro praetore của Galatia vào năm 2, nơi ông đã mời Gaius Caesar ở lại nhà mình trong khoảng thời gian ông ta ở phía đông. Ông qua trong cùng năm đó, trong khi vẫn là thống đốc Galatia.
Marcius Censorinus là người bảo trợ của thành phố Miletus, và trong thành phố Mylasa, nơi ông đã được trao danh hiệu "vị cứu tinh và người sáng lập", và các trò chơi gọi là Censorineia được tổ chức hàng năm để vinh danh ông. Nhà thơ Horace đã viết một ca khúc để vinh danh ông, và ông được các nhà sử học La Mã như Marcus Velleius Paterculus ca ngợi bởi là "vir demerendis hominibus genitus". Không có người con nào của ông được biết đến.

## Trích dẫn
1. ↑  Syme, tr. 395
2. ↑  Syme, tr. 79
3. ↑  Swan, tr. 68
4. ↑  Ronald Syme, C. Marcius Censorinus in the East, in Anatolica (Oxford: Clarendon Press, 1995), tr. 302–307
5. ↑  Syme, các trang 61 & 397
6. ↑  Syme, tr. 69
7. ↑  Miriam Pucci Ben Zeev, Jewish Rights in the Roman World: The Greek and Roman Documents Quoted by Josephus Flavius (1998), tr. 246
8. ↑  Syme, tr. 71
9. ↑  Syme, tr. 424